# Faraḩān Kabar
Faraḩān Kabar (persiska: فرحان کبر) är en ort i Iran.   Den ligger i provinsen Khuzestan, i den västra delen av landet, 500 km sydväst om huvudstaden Teheran. Faraḩān Kabar ligger 110 meter över havet och antalet invånare är 346.
Terrängen runt Faraḩān Kabar är platt. Runt Faraḩān Kabar är det ganska tätbefolkat, med 144 invånare per kvadratkilometer. Närmaste större samhälle är Ghashā va Shīryūl, 15,2 km öster om Faraḩān Kabar. Trakten runt Faraḩān Kabar är ofruktbar med lite eller ingen växtlighet.